# (46643) Yanase
(46643) Yanase est un astéroïde de la ceinture principale.

## Description
(46643) Yanase est un astéroïde de la ceinture principale. Il fut découvert le 23 mai 1995 à Kuma Kogen par Akimasa Nakamura. Il présente une orbite caractérisée par un demi-grand axe de 2,98 UA, une excentricité de 0,09 et une inclinaison de 10,1° par rapport à l'écliptique.

## Compléments